# Fernando Caldeiro
Fernando Frank Caldeiro (Ituzaingó, 12 de junio de 1958 - League City, 3 de octubre de 2009)  fue un astronauta argentino-estadounidense graduado en ingeniería mecánica por la Universidad de Arizona y la Universidad de Florida Central. Falleció el 3 de octubre de 2009, luego de batallar durante dos años contra un tumor cerebral.
Caldeiro se convirtió en astronauta de la NASA el 1 de mayo de 1996, como parte del Grupo de Astronautas 16, también llamados «Las Sardinas». Realizó numerosos vuelos de entrenamiento e investigación a gran altitud a bordo de aeronaves WB-57 de la NASA, no logrando cumplir su sueño de viajar a la Estación Espacial Internacional.

## Biografía
Fernando Caldeiro era un argentino de antepasados gallegos: su abuelo era de Samos en la provincia de Lugo, España, y su madre hija de gallegos, su padre natural de la localidad de Toral de los Vados, en la comarca leonesa de El Bierzo donde pasaba grandes temporadas veraneando junto a sus amigos. Nació en la localidad de Ituzaingó, provincia de Buenos Aires, considerándose «berciano y gallego de alma, argentino de nacimiento y estadounidense por accidente». Se graduó en la W.C. Bryant High School del barrio Long Island City de Nueva York, en 1976. En 1978 recibió el diploma de grado asociado en ciencia aplicada en tecnología aeroespacial de la Universidad Estatal de Nueva York en Farmingdale. Se ha señalado que Caldeiro también sentía una estrecha relación con la Gran Manzana y la isla Merritt, al este de La Florida.

### NASA
En 1991 fue contratado por el Centro espacial John F. Kennedy de la NASA como experto en criogenia y sistemas de propulsión en la Oficina de Seguridad y Control de Misiones. En el Centro espacial John F. Kennedy se encargó también de la gestión para llevar a cabo varias misiones especiales donde se desempeñó el cargo de asistente ejecutivo personal del director de seguridad. Participó activamente en 52 lanzamientos de transbordadores espaciales durante ocho años en el Centro espacial John F. Kennedy.
Fue seleccionado por la NASA como candidato a astronauta en mayo de 1996, Caldeiro se trasladó al Centro Espacial Lyndon B. Johnson en agosto de ese año. Obtuvo la calificación de «Especialista de misión» después de completar dos años de entrenamiento y evaluación. En 1997 fue asignado a la Oficina de Astronautas a la rama de operaciones de la estación. Trabajó como astronauta de apoyo en los Controles Ambientales de la Estación Espacial Internacional, los sistemas de soporte de vida y los módulos de la estación de fabricación europea. En este cargo, participó en todos los aspectos de las revisiones de diseño y fabricación para el MPLM y el módulo Laboratorio Columbus. En sus labores se incluyeron el apoyo al desarrollo de procedimientos de vuelo y mantenimiento. Desde junio de 2005 a diciembre de 2006, Caldeiro se dedicó a las pruebas de software del transbordador en el Avionics Integration Laboratory. Sus labores incluyeron diseño, pruebas especiales, y la verificación de los procedimientos del mantenimiento en vuelo.
En enero de 2006 Caldeiro fue reasignado al programa de investigación a alta altitud WB-57, formando parte del equipo de operaciones de vuelo, en la Aircraft Operations Division (AOD) en Ellington Field, donde dirigió la integración y la operación de los experimentos atmosféricos de investigación a grandes alturas.
En su homenaje el Ayuntamiento de Toral de los Vados nombró como «Fernando (Frank) Caldeiro» un Centro de Participación de esa localidad española.

## Premios
- Centro espacial John F. Kennedy (KSC) Technical Leadership Certificate
- Rockwell International Corp. Certificate of Commendation
- Group Achievement Awards (9)
- KSC Center Director Round Table Award
- KSC Superior Performance Awards (2)
- Certificado de reconocimiento por sus servicios del Centro KSC Public Affairs
- Científico hispano del año en 2001 por la Universidad Central de California